# Danse aux esprits
Pour plus de détails, voir Fiche technique et Distribution.
Danse aux esprits (Danza a los Espíritus) est un film documentaire espagnol réalisé en 2009 par Ricardo Íscar (es), avec la collaboration de Daria Esteva, d'après les travaux de l'anthropologue catalan Lluis Mallart Guimera, édité en français en 2013. Il a été tourné à Nsola, près de Bipindi, au Cameroun.

## Synopsis
Pour les Evuzok, un peuple du sud du Cameroun, il existe deux types de maladies, qui nécessitent un traitement différent : les maladies dites « naturelles » et celles « de la nuit », provoquées par la sorcellerie. Danse aux esprits raconte l’histoire de Mba Owona Pierre, le chef du villaje (sic) et le ngengan, le guérisseur. Il traite les maux provenant d’un monde de la nuit, peuplé d’esprits qui attaquent les gens de son village. Il possède un don spécial et une responsabilité envers ses administrés. La danse aux esprits est son plus important rituel de soins.

## Fiche technique
- Réalisation : Ricardo Íscar (es)
- Scénario : Ricardo Íscar, Daria Esteva
- Image : Ricardo Íscar
- Montage : Núria Esquerra, Raúl Cuevas
- Son : Sosthène Fokam Kamga
- Productio : Daria Esteva i Pere Portabella
- Société de production : Únicamente Severo Films
- Pays :  Espagne
- Date de sortie :
  -  Espagne : 2009